# Gare d'Okazaki
La gare d'Okazaki (岡崎駅, Okazaki-eki) est une gare ferroviaire de la ville d'Okazaki, dans la préfecture d'Aichi, au Japon. La gare est exploitée par les compagnies JR Central et Aichi Loop Railway.

## Situation ferroviaire
La gare d'Okazaki est située au point kilométrique (PK) 325,9 de la ligne principale Tōkaidō. Elle marque le début de la ligne Aichi Loop.

## Historique
La gare d'Okazaki a été inaugurée le 1er septembre 1888.

## Service des voyageurs

### Accueil
La gare dispose d'un bâtiment voyageurs, avec guichets, ouvert tous les jours.

### Desserte

#### Aichi Loop Railway
- Ligne Aichi Loop :

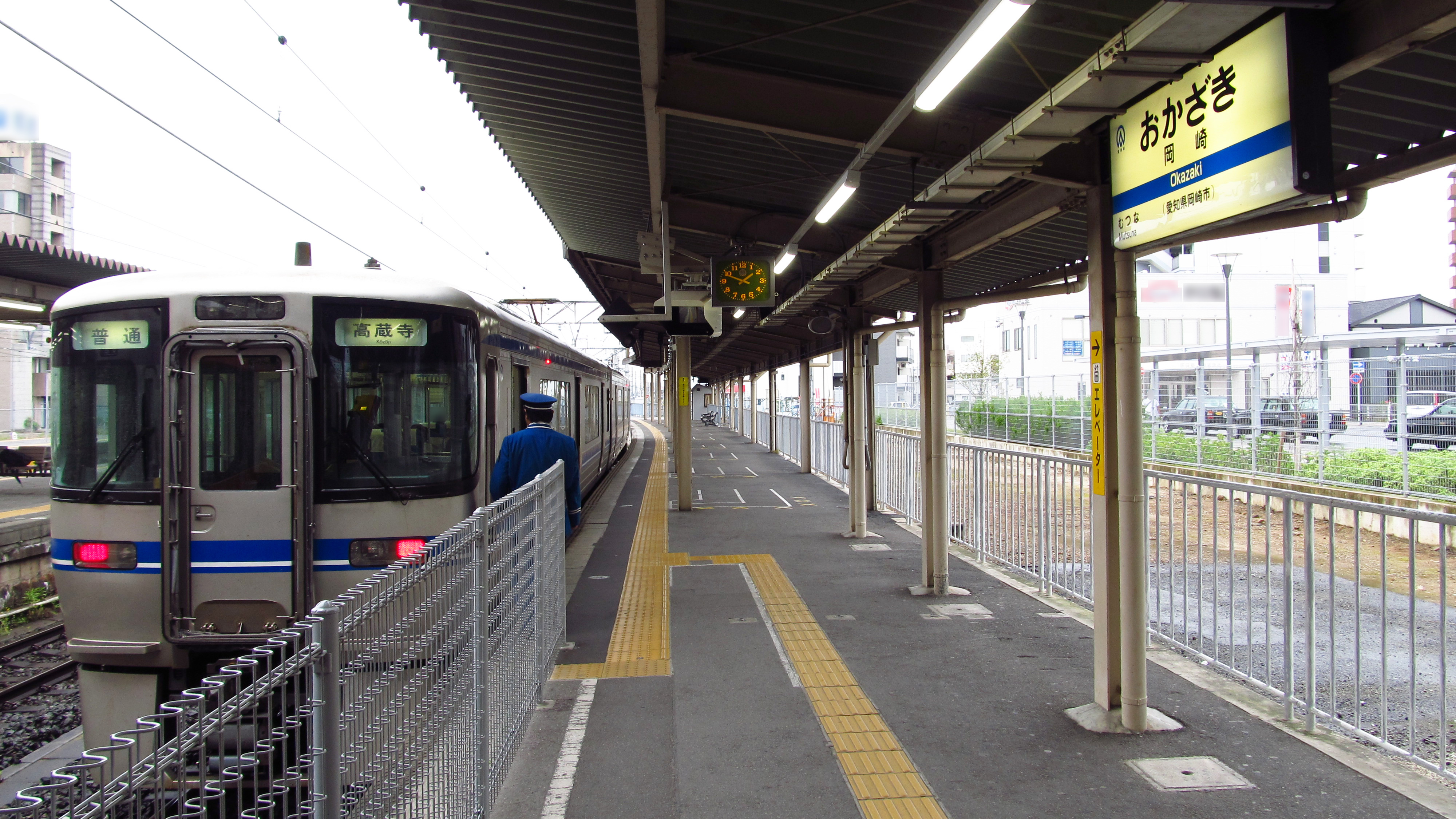
Terminus de la ligne Aichi Loop.

  - voie 0 : direction Shin-Toyota et Kōzōji

#### JR Central
- Ligne principale Tōkaidō :
  - voies 1 et 2 : direction Toyohashi et Hamamatsu
  - voies 3 et 4 : direction Nagoya et Gifu